# Jean Mercier
Jean Mercier, en latín Joannes Mercerus (Uzès, Francia, ca. 1510-Uzés, 1570), fue un teólogo protestante y hebraísta francés. Mercier fue un escritor prolífico, publicando obras sobre gramática hebrea y semítica, traducciones latinas y ediciones de los Targums, comentarios bíblicos y otros libros de interés judío.

## Vida
Al estallar la segunda guerra de religión en Francia (1567-1568) y viéndose amenazado a causa de sus ideas protestantes, se retiró a Venecia. Tras la paz de Saint-Germain-en-Laye (1570) emprendió el camino de regreso a París, pero murió a su paso por su ciudad natal a consecuencia de la epidemia que asolaba el Languedoc.
Su esposa se llamaba Marie d'Allier.

## Educación
Mercier fue alumno del poco conocido François Vatable, a quien sucedió como profesor de hebreo del Collège de France. Entre los discípulos de Mercier se encuentran el escritor protestante francés Philippe de Mornay, el teólogo calvinista alemán Zacharius Ursinus, el académico escocés Andrew Melville, así como Pierre Martinius, quien fuera profesor de La Rochelle. Mercier fue Lecteur du Roi (Lector del rey) desde 1546 en adelante.

## Obras
Mercier tradujo el "Ḳa'arat Kesef" al latín en 1561, el "Musar Haskel".
- Gramática aramea Tabulae in grammaticen linguae Chaldaeae (París, 1560)
- Commentarius in Genesis (Ginebra, póstumo, 1598), publicado por Teodoro de Beza
- De notis Hebraeorum liber (1582), revisado por Jean Cinqarbres

Traducciones
- Jonás con comentarios de David Kimchi, Jonas cum commentariis R. David Kimhi (1567)
- El manuscrito italiano del Evangelio según Mateo del obispo Jean du Tillet (París, 1555)[13]
- Selecciones del Talmud: Libellus de abbreviaturis Hebraeorum, tam Talmudicorum quam Masoritarum et aliorum rabbinorum (Paris, 1561)[14]
- Traducción del Tárgum Jonathan o de los Profetas
- Notas a Oẓar Leshon ha-Kodesh (Lyon, 1575) de Sanctes Pagnino
- In Decalogum Commentarius, doctrinâ et eruditione non carens, Rabbini Abraham, cognomento Ben-Ezra, interpr. J. Mercero. Item, Decalogus ut ab Onkelo chaldæo paraphraste conversus est, per eundem latinus factus, París, Roh. Stephan., 1568. Traducción de Abraham Ibn Ezra